# Квінт Титурій Сабін
Квінт Титурій Сабін (лат. Quintus Titurius Sabinus) — римський військовий діяч середини I ст. до н. е.
Батько Сабіна служив в 87 році до н. е. легатом у  Луція Корнелія Сулли, в 75 році до н. е. у  Помпея Великого в Іспанії.
У 58 році до н. е. Сабін отримав посаду легата в Галлії у  Гая Юлія Цезаря. У 57 році до н. е. брав участь в кампанії проти племені  белгів, в тому числі в битві на Аксоні.Через рік Сабін з трьома  легіонами підкорив венелліїв, коріосолітів і лексовітів на чолі з їх вождем Вірідовіксом
У 55 році до н. е. Сабін стає знову легатом з  Луцієм Аврункулеєм Коттою під час карального походу проти менапіїв і морінів. У листопаді 54 року до н. е. Сабін — начальник легіону і десяти  когорт, які перебували в зимовому таборі Адуатука на території племені ебурони. Після нападу ебуронського вождя Амбіорікса римляни уклали з ним мир і за пропозицією Сабіна вирішили перейти в більш укріплений зимовий табір, незважаючи на протести іншого легата — Котти. Легіон з когортами покинув табір, але Амбіорікс віроломно напав на римлян та вирізав усю їх армію. Під час битви загинув і Сабін. Цезар перекладає всю провину за поразку римлян на Сабіна .